# Tumuli du Soleil
Les tumulus du Soleil, ou tombes du Soleil, sont deux tertres funéraires gallo-romains situés dans la commune de Wasseiges, dans l'ouest de la province de Liège, en Belgique.

## Situation
Les tumulus se trouvent sur le territoire de la section communale d'Ambresin, sur la chaussée Romaine, une ancienne voie romaine. En outre, ils sont près de la rue de Hannut, la N624 (nl), au nord d'Ambresin.

## Historique
Sur la carte de Ferraris n° 134B de 1777, les deux tertres sont répertoriés sous le nom de Tombes du Soleil.

Les tumulus ont été classés en 1974.

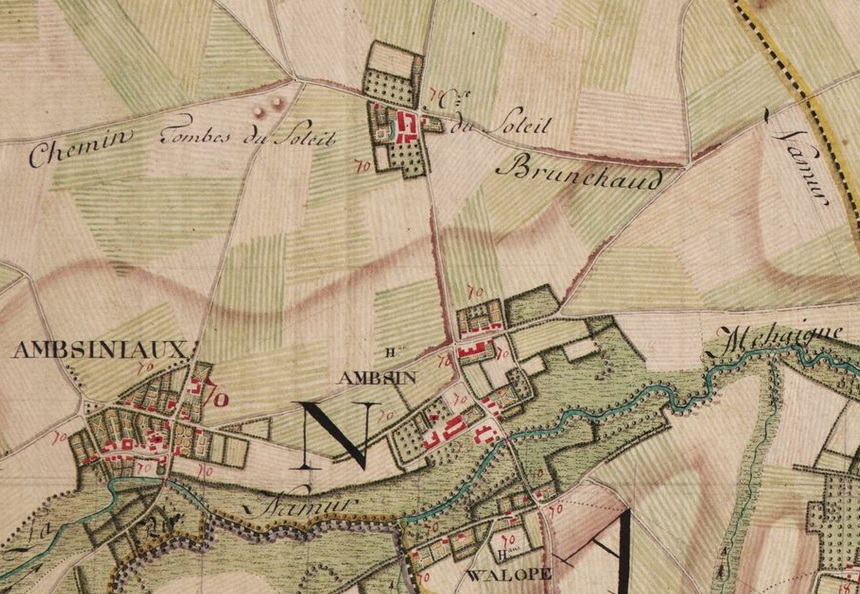
Les Tombes du Soleil sur la carte de Ferraris du XVIIIe siècle